# Фурмановка (Одесская область)
Фурма́новка (укр. Фурманівка) — село в Килийской городской общине Измаильского района Одесской области Украины.
Население по переписи 2001 года составляло 1468 человек. Почтовый индекс — 68321. Телефонный код — 4843. Занимает площадь 1,9 км². Код КОАТУУ — 5122385101.
В селе Фурмановка родился известный военачальник, Маршал Советского Союза, Дважды Герой Советского Союза — Семён Константинович Тимошенко.

## Население и национальный состав
По данным переписи населения Украины 2001 года распределение населения по национальному составу было следующим (в % от общей численности населения):
По Фурмановскому сельскому совету: общее количество жителей — 1397 чел., из них украинцев — 450 чел. (32,21 %); русские — 78 чел. (5,58 %); молдаване — 816 чел. (58,41 %); болгар — 21 чел. (1,51 %); гагаузов — 18 чел. (1,29 %); другие — 14 чел (1,00 %).
По данным переписи населения Украины 2001 года распределение населения по родному языку было следующим (в % от общей численности населения):
По Фурмановскому сельскому совету: украинский — 7,02 %; русский — 12,81 %; болгарский — 1,91 %; гагаузский — 1,02 %; молдавский — 76,70 %.
До июня 2020 село было в составе Килийского района, с июня 2020, в связи с децентрализацией, принятой Верховной радой Украины, вошло в состав Измаильского района.